# Giovanni D’Eramo
Giovanni D’Eramo  (* 27. September 1921 in Rom) ist ein italienischer Drehbuchautor und Filmregisseur.

## Leben
D’Eramo war bei seiner ersten Arbeit für das Kino Ko-Regisseur von Ugo Fasano beim 1946 entstandenen O.K. John und schrieb dann bis 1962 einige Sujets und Drehbücher; manchmal war er auch als Regieassistent engagiert. Gegen Ende der 1950er Jahre waren auch Aufenthalte in Spanien darunter. Nach einem 1971 entstandenen Drehbuch für Duccio Tessari inszenierte D’Eramo drei Jahre später das Drama La moglie giovane.

## Filmografie (Auswahl)

### Regisseur
- 1946: O.K. John
- 1974: Triangel (La moglie giovane)

### Drehbuch
- 1971: Die Todesflieger (Forza “G”)